# おまえの罪を自白しろ
『おまえの罪を自白しろ』（おまえのつみをじはくしろ）は、真保裕一のサスペンス小説。2019年4月15日に文藝春秋から単行本が刊行されたのち、2022年5月10日に文庫化された。
2023年に映画版が公開。

## 登場人物

### 宇田一族
宇田晄司（うだ こうじ）
清治郎の次男で秘書。
宇田清治郎（うだ せいじろう）
衆議院議員。

## 書籍情報
- 真保裕一『おまえの罪を自白しろ』
  - 単行本：2019年4月15日[1]、文藝春秋、ISBN 978-4-16-391004-8
  - 文庫本：2022年5月10日[2]、文春文庫、ISBN 978-4-16-791873-6

## 映画
2023年10月20日に公開。監督は水田伸生、主演は中島健人。

### あらすじ（映画）
衆議院議員・宇田清治郎が率いる宇田家は、埼玉県議の長男と市会議員の娘婿を持つ政治家一家である。次男の晄司（こうじ）は政治の世界を嫌ったが会社経営に失敗し、父の秘書として働いている。父の清治郎は現在、荒川に建設した橋の予定地を変えて、総理の友人に利益をもたらしたとして国会で与党から追求されていた。過去にも談合の疑惑があった清治郎だが、次の内閣改造では大臣の椅子を約束されていた。
清治郎の幼い孫娘・柚葉（ゆずは）が誘拐され、清治郎に、記者会見を開いて罪を自白しろとの脅迫状が届いた。総理や官房長官の力を借りて逃げ切ろうとする清治郎。だが、犯人は中途半端な会見では納得せず、第2第3の会見を要求して来た。
警察の捜査で犯行に使われた車が、清治郎も関わっている再開発計画の一角である研修センターから盗まれた事が判明した。だが、政治家たちと、その周囲の利権が複雑に絡む再開発に翻弄され、真犯人に辿り着けない刑事たち。
橋に関する清治郎の疑惑が野党に漏れた理由に疑問を持つ次男の晄司。調べると、宇田家に出入りしていた国土交通省の官僚が、幹事長の息のかかった議員の後輩である事が分かった。国交省に乗り込んで官僚を締め上げ、黒幕が幹事長である事を掴む晄司。
木美塚（きみづか）幹事長に面会し、録音の証言を聞かせる晄司。木美塚は、総理の友人が絡んだ疑惑を広めることで、次期総裁の座を狙ったのだ。いずれにしても木美塚が総理になる日は近いと読んだ晄司は、敢えて木美塚の罪を問わず、橋の疑惑について会見する父も引き止めなかった。清治郎は疑惑の全てを真摯に語り、孫の柚葉は無事に開放された。
柚葉の誘拐犯が再開発計画に関わっていると推理する晄司。車が盗まれた研修センターは近いうちに移転し、跡地は競艇場になる予定だった。清治郎が失脚することで研修センターの移転計画が消える事が犯人の望みならば、この敷地に何かが埋まっている可能性があった。
再度、会見を行う宇田家の政治家たち。清治郎はその場で議員辞職を表明した。だがその後は、再開発計画を進めるために、新競艇場の予定地である研修センターで自費の地盤調査を急ぐという奇妙な発表が行われた。
地盤調査が始まった大雨の深夜に、調査現場に侵入し、地面を掘る2人の男女。だが、周囲には警官隊が潜んでいた。逮捕されたのは、清治郎の娘婿の事務所で働くボランティアの寺中初美と、その弟だった。
寺中姉弟の父親は、清治郎が場所を変える前の橋の建設予定地で工場を営んでいた。立ち退きの保証金の当てが外れ、工場を潰してしまう父親。怒った弟ともみ合った父親は階段から落ちて死亡した。逮捕を恐れた初美と弟は父の遺体を研修センターの脇に埋め、初美は憎い宇田家に近づいて妨害工作を行っていたのだ。姉弟の不幸に責任を感じる清治郎と晄司。
引退し、晄司に謝罪する清治郎。優秀な晄司に跡を継いで欲しい清治郎は、手を回して晄司の会社を潰したのだ。しかし、熱血な政治家だった若き日々を語る父を、穏やかに見つめる晄司。そして数年後、木美塚総理に対して代表質問を行う衆議院議員・宇田晄司の姿があった。

### キャスト（映画）

#### 主要人物
宇田晄司
演 - 中島健人
主人公。政治家一族・宇田家の次男。父・清治郎の議員秘書。
宇田清治郎
演 - 堤真一
衆議院議員・内閣府副大臣。

#### 宇田家
緒形麻由美
演 - 池田エライザ
長女。柚葉の母。
宇田揚一朗
演 - 中島歩
長男。埼玉県議
緒形恒之
演 - 浅利陽介
麻由美の夫。戸畑市議。
緒形柚葉
演 - 佐藤恋和
麻由美の娘で清治郎の孫娘。何者かに誘拐される。
清治郎の妻
演 - 麻里万里
故人。
晄司の祖父と祖母
演 - 有賀ひとし、平岡由里子
地元で惣菜屋を営んでいた。

#### 宇田議員事務所
木原誠也
演 - 矢柴俊博
清治郎の政策秘書。
大島昇
演 - アキラ100%
清治郎の私設秘書。
牛窪透
演 - 山崎一
清治郎の公設第一秘書。

#### 埼玉県警
平尾宣樹
演 - 山崎育三郎
捜査一課の刑事。
樫田光太郎
演 - 中村歌昇
捜査一課の刑事。
高垣義弘
演 - 三浦誠己
刑事部参事官。
加持直樹
演 - 尾美としのり
捜査一課管理官。
牧村徹
演 - 菅原大吉
刑事部部長。
福田大介
演 - 藤本隆宏
捜査一課課長。
主任
演 - 中野剛
刑事主任。
刑事
演 - 宇賀神亮介

上司
演 - 金児憲史
5年前、秋ヶ瀬遊水地拡張工事談合事件の捜査を警察庁からの命令で中止させた平尾の上司。
捜査員
演 - 島丈明、市原朋彦、伊藤亜斗武、植木哲、岡野翔也

#### 日本新民党
若鷺健太郎
演 - 池田成志
清治郎の対抗派閥の衆議院議員。
九條哲夫
演 - 小林勝也
九條派の領袖。
木美塚壮助
演 - 角野卓造
日本新民党幹事長。
若手議員
演 - 新貝文規、水間貴弘、藤田剛、渡部遼介、市川大貴

#### 政府
城山敏正
演 - 橋本じゅん
厚生労働副大臣。
湯浅哲道
演 - 升毅
内閣官房長官。
夏川泰平
演 - 金田明夫
内閣総理大臣。
小菅、内海
演 - 石田圭祐、鼓太郎

閣僚
演 - 川守田政人、田野良樹、板倉佳司

#### マスコミ
神谷美咲
演 - 美波
「中央テレビ」報道記者。
記者
演 - 小久保寿人、四家千晴、堀内充治、関幸治、井上雄太、尾関伸次、福田温子、仁山貴恵（役名：後藤由香）
記者会見に詰めかける記者たち。

#### 霞が関
山本忠孝
演 - 土屋佑壱
国土交通省建設局から一時埼玉県に出向していた官僚。
田浦、相楽
演 - 白畑真逸、菊地荒太
国土交通省官僚。
職員
演 - さとうかよこ
国土交通省職員。
官僚
演 - 荒木誠、中松俊哉

#### 緒形恒之事務所
寺中初美
演 - 尾野真千子
恒之の支援ボランティア。
青井
演 - 少路勇介
支援ボランティア。
理恵
演 - 和泉ちぬ
支援ボランティア。

#### 麻由美のママ友とその家族
吉尾恵美
演 - 木越明
麻由美に頼んで宇田家に下の娘の幼稚園入園の便宜を図って貰おうとする。
山中るみ子
演 - 秋里由佳

福原桂子
演 - 徳留歌織

桂子の娘
演 - 室伏凛香

るみ子の娘
演 - 風間蘭

梨乃、美月
演 - 和田葵、秋山加奈
恵美の娘。

#### その他
寺中勲
演 - 柏原収史
初美の弟。
寺中清則
演 - 春海四方
初美と勲の父。
草川庄一
演 - 平泉成
清治郎の後援会長。
三枝剛志
演 - 今井朋彦
立憲改革党衆議院議員。
石ノ森
演 - 加藤満
城北大学名誉教授。建設地の地盤調査にあたる。
那花隆司
演 - 山口森広
戸畑市青少年研修センターの管理を請け負う丸産興業社員。
社員
演 - 松村光陽
誘拐に使用されたワゴンを盗まれた「秋本園芸」の社員。
木戸恵令奈
演 - 土井玲奈
日の出救急センター看護師。
公園で遊ぶ子供
演 - 川田琥太郎
山本映子、
蔵原健、
高山璃子、
菅原優、
高品雄基、
奥津裕也、
栗山かほり、
忠津勇樹、
西健太、
浅野令子、
松本ししまる、
三宅亮輔、
杉崎シュンペーター、
菊池大輝、
阿部遼哉、
藤原ひとみ、
一木香乃、
岩永ひひお、
大東英史、
山下徳久、
歌川貴賀志、
篠原雅史、
川並淳一、
三浦拓真、
佐藤岳人、
小橋秀行、
高尾美有、
鳥谷宏之、
宮地眞理子、
河村晃太郎、
髙橋雄祐、
片桐伸直、
伊藤雄太、
松澤仁晶、
広瀬慎一、
源清治、
福田裕也、
若林秀敏、
横山利彦、
高橋光宏
伊藤佳範、
大澤薫、
岸田研二、
中川幸一、
大和やち、
伊藤あすか、
岩本晟夢、
松宮なつ、
島崎義久、
田村奏多、
平川慶

### スタッフ（映画）
- 原作：真保裕一『おまえの罪を自白しろ』（文春文庫刊）
- 監督：水田伸生
- 脚本：久松真一
- 音楽：平野義久
- 主題歌：B'z「Dark Rainbow」（VERMILLION RECORDS）[75]
- エグゼクティブプロデューサー：吉田繁暁
- プロデューサー：石塚慶生、清水啓太郎、池端俊二、阿部雅人
- 撮影：中山光一
- 美術：仲前智治、磯見俊裕
- 照明：藤井勇
- 録音：鶴巻仁
- 編集：和田剛
- 衣装：石橋瑞江
- ヘアメイク：秋山直美
- 装飾：柳澤武
- VFXスーパーバイザー：オダイッセイ
- 音響効果：松浦大樹
- スクリプター：岩井茂美
- キャスティングディレクター：川村恵
- キャスティング：梅本竜矢
- 音楽プロデューサー：高石真美
- 助監督：蔵方政俊、相沢淳
- 製作担当：田中智明、米田伸夫
- 宣伝プロデューサー：小林伸行
- 協力プロデューサー：加藤賢治
- ラインプロデューサー：山田彰久
- 制作プロダクション：松竹撮影所
- 企画・配給：松竹
- 製作：『おまえの罪を自白しろ』製作委員会（松竹、ジェイ・ストーム、GYAO、日本出版販売、松竹ブロードキャスティング）